# Visa Debit

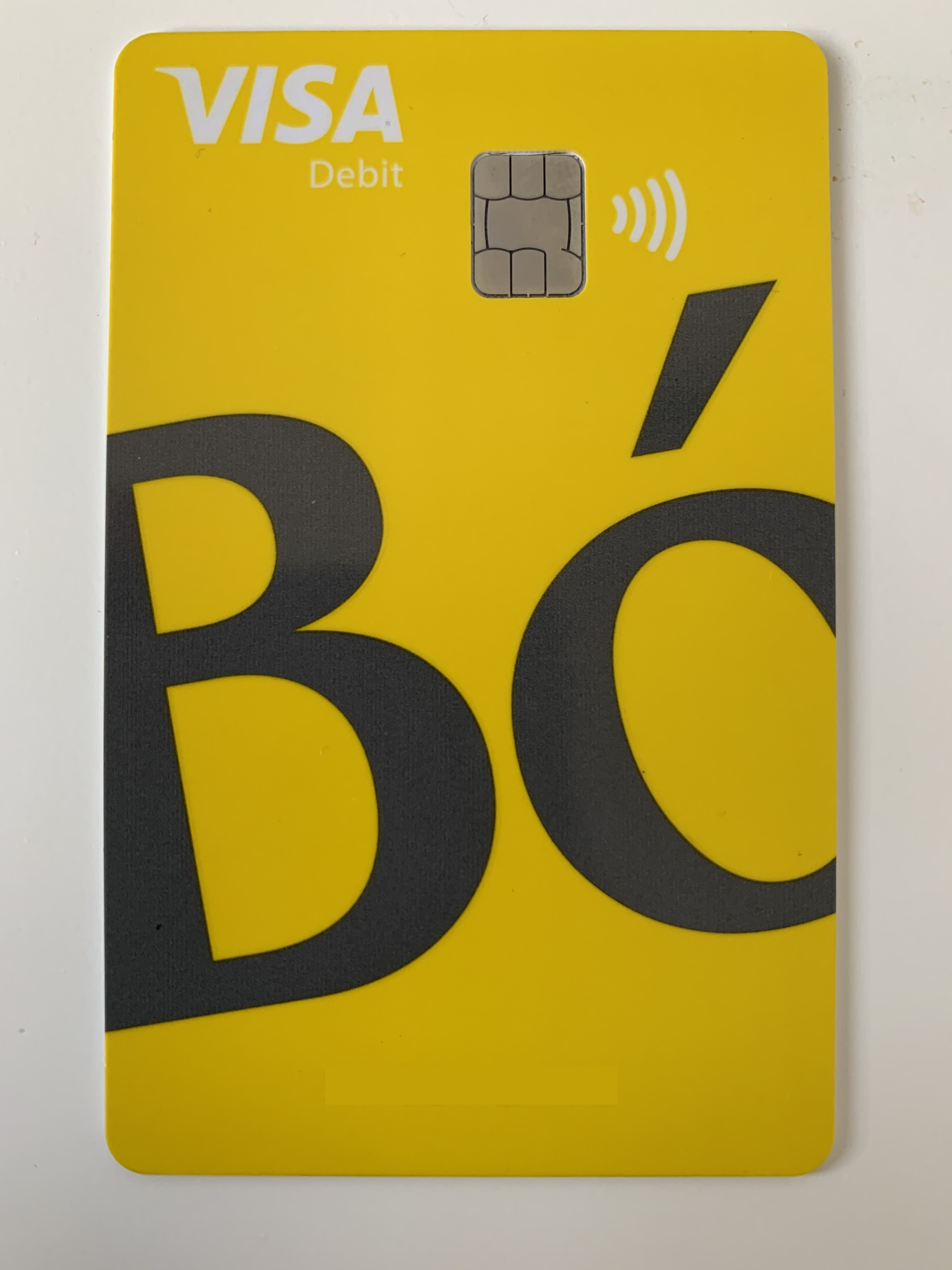
Банковская карта системы Visa Debit.

Visa Debit — основной бренд дебетовых карт, выпускаемых VISA во множестве стран по всему миру. Карты выпускаются многочисленными крупными банками, а также используются множеством малых банков и сберегательных касс.

## Использование

### В Великобритании
Первая дебетовая карта в Великобритании была выпущена банком Barclays в июне 1987 года под брендом «Connect». Вслед за ним последовал National Westminster Bank, выйдя в октябре 1988 с новой дебетовой картой «Switch». Позднее Connect была объединена с VISA.
Ранее карта Visa Debit в пределах Великобритании была известна как «Visa Delta». Название Delta было сменено на Visa Debit в рамках ребрединга и прекратило использоваться с сентября 1998 года.

### В США
Большое число банков выпускают дебетовые карты под брендом VISA с привязкой карт к текущему счёту клиента. Некоторые банки-эмитенты называют свои карты как «проверяемые VISA карты». Карты позволяют расплачиваться в любых торгово-сервисных предприятиях, где принимают карты VISA. Операции проводятся одним из трёх способов. Подтверждение покупки подписью на чеке — с обработкой через обычную сеть VISA для кредитных карт. Подтверждением вводом PIN-кода, включая снятие наличных в банкомате, — это обрабатывается через собственные сети PLUS и Interlink, принадлежащие VISA. Многие розничные магазины позволяют выполнять возврат средств для подтверждённых PIN-кодом операций. Кроме того, операции по кредитным и дебетовым картам на суммы менее 25 долл. освобождаются от требования подтверждения подписью или PIN-кодом.

### В Канаде
В Канаде практически все операции в пределах страны по дебетовым картам обрабатываются сетью Interac, хотя несколько финансовых учреждений также разрешают международные подтверждённые PIN-кодом операции в банкоматах
по сети PLUS, принадлежащей VISA. Тем не менее, доминирование Interac оставляет мало возможностей для альтернативных сетей, подобным VISA или MasterCard, при совершении операций по дебетовым картам внутри страны.
Начиная с 2010 года несколько канадских финансовых институтов, предлагавшие в основном кредитные карты через сеть VISA, — а именно: банк Canadian Imperial Bank of Commerce, Royal Bank of Canada и TD Canada Trust стали предлагать Visa Debit как кобрендовые карты и работающие через две сети — Interac (банки Canadian Imperial Bank of Commerce и TD Canada Trust) и принадлежащую VISA, или в качестве виртуальной карты, используемой вместе с существующими дебетовыми картами клиента через сеть Interac (Royal Bank of Canada). Оба варианта дают клиентам возможности производить оплаты в торгово-сервисных предприятиях или снятие в банкомате, как обычно, с обработкой операции через Interac, но использование сети VISA производится при совершении операций без присутствия карты, например, в интернете, по телефону или международных операциях, которые не поддерживаются Interac. Последняя имеет собственный сервис онлайн-платежей, Interac Online, не предназначенный для кобрендовых с VISA карт, но данный сервис имеет довольно низкое относительное проникновение в сферу розничных платежей.
Для работающих в двух сетях карт при транзакциях на кассовом узле в пределах Канады операции обрабатываются в сети Interac, но международные транзакции, такие как онлайн-покупки и телефонные заказы через канадские розничные сети обрабатываются по сети от VISA. Тем не менее, канадские розничные сети должны специально разрешать транзакции с Visa Debit, даже если они уже принимают кредитные карты Visa. Аналогично работает и виртуальная Visa Debit — клиенты пользуются своими имеющимися дебетовыми картами для оплаты на кассе (или через Interac Online) в пределах Канады, но им предоставляется вторая, виртуальная карта VISA (то есть номер карты, срок действия и код CVV2), которая может использоваться для онлайн-оплат и транзакций по телефону (но не в торгово-сервисных предприятиях Канады).
Вместе с тем VISA имеет хорошие перспективы, конкурируя с картами, обслуживаемыми через местную сеть Interac, за распространённость приёма в торговых точках, но в настоящее время не ставит это себе целью.

### В Германии
В системе Немецких банков используется своя технология girocard, которая может быть кобрендирована с Maestro или V PAY, но не с более сильным Debit MasterCard или VISA Debit.
Однако в последние годы определенные финансовые учреждения, такие как Consorsbank и ING-DiBa начали выпуск карт VISA Debit своим клиентам, что позволяет бесплатное снятие наличности в банкоматах, принадлежащих другим банкам.

## Рыночная конкуренция
На рынке дебетовых карт прямыми конкурентами Visa Debit являются дебетовые карты Maestro и Debit MasterCard.